# Le pigeon aux petits pois
Le pigeon aux petit pois (deutscher Titel Taube mit grünen Erbsen) ist ein Gemälde von Pablo Picasso.

## Geschichte
Das Bild wurde im Jahre 1911 gemalt und ist ein Hauptwerk der kubistischen Periode Picassos. Die Materialien sind Öl auf Leinwand. Es stellt in Ocker-, Grau- und Brauntönen eine kubistisch verzerrte Taube mit Erbsen dar, wobei lediglich eine Taubenkralle und die kleinen Erbsen sowie in der oberen rechten Ecke das Wort CAfE sicher zu erkennen sind. Ein Jahr später erwarb es der Kunstsammler Maurice Girardin (1884–1951) für 850,– FF. 1937 wurde es auf der International Exhibition of Arts and Techniques in Modern Life im Rahmen der Pariser Weltausstellung ausgestellt. Das Museum erhielt das Kunstwerk aus dem Vermächtnis von Dr. Girardin im Jahr 1953. Der Wert des Bildes wird auf 23 Millionen Euro geschätzt.
Le pigeon aux petits pois befand sich zuletzt unversichert im Museum für Moderne Kunst (Musée d’art moderne de la Ville de Paris) im 16. Pariser Arrondissement, wo sein Diebstahl am 20. Mai 2010 gegen 6.50 Uhr früh entdeckt wurde.
Am 31. Januar 2017 wurde vom Prozess gegen einen Fassadenkletterer, einen Antiquitätenhändler und einen Luxus-Uhren-Verkäufer als Verdächtigte berichtet.